# Дестгерд
Дестге́рд (перс. دستگرد‎) — город в центральном Иране, в провинции Исфахан. Входит в состав шахрестана Борхар-э-Мейме. По данным переписи, на 2006 год население составляло 15 524 человека.

## География
Город находится в юго-западной части Исфахана, в гористой местности восточного Загроса, на высоте 1569 метров над уровнем моря.
Дестгерд расположен на расстоянии приблизительно 8 километров к северу от Исфахана, административного центра провинции и на расстоянии 315 километров к югу от Тегерана, столицы страны. Ближайший гражданский аэропорт расположен в городе Исфахан.

## Экономика
Основу экономики города составляет сельскохозяйственное производство.